# 科内勒
科内勒（法語：Connelles，法語發音：[kɔnɛl]）是法国厄尔省的一个市镇，位于该省东北部，属于莱桑德利区。

## 地理
科内勒（49°15'22"N, 1°16'26"E）面积4.17 平方千米，位于法国诺曼底大区厄尔省，该省份为法国北部内陆省份，北起滨海塞纳省，西接奧恩省和卡爾瓦多斯省，南至厄尔-卢瓦省，东临瓦兹省、瓦兹河谷省和伊夫林省。
与科内勒接壤的市镇（或旧市镇、城区）包括：瓦特维尔附近多伯夫、埃尔克维尔、瓦特维尔、波特德塞纳。

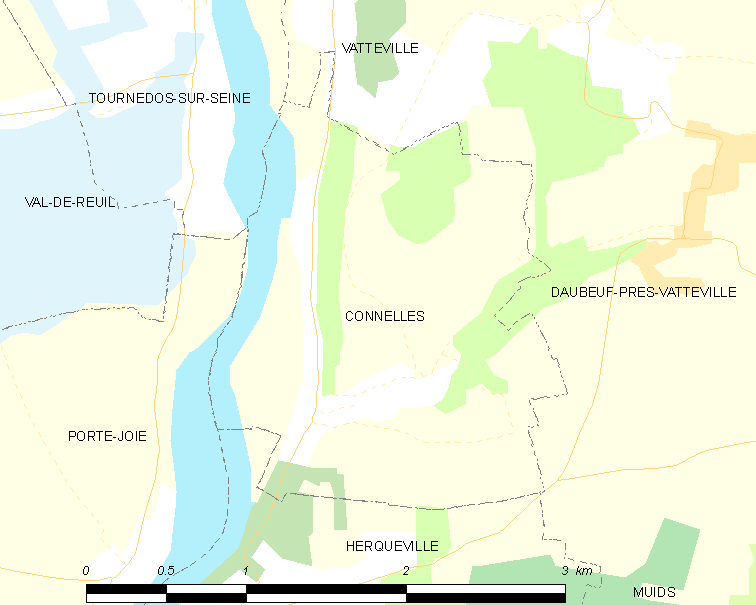
科内勒的OSM定位图

科内勒的时区为UTC+01:00、UTC+02:00（夏令时）。

## 行政
科内勒的邮政编码为27430，INSEE市镇编码为27168。

## 政治
科内勒所属的省级选区为瓦勒德勒伊县。

## 人口

1962-2008年间科内勒人口变化图示

科内勒于2022年1月1日时的人口数量为172人。